# Helmer Walfridson
Helmer Walfridson, född 7 mars 1927 i Finnsjön i Gräsmarks församling, död 6 september 2007 i Fryksände församling i Torsby kommun, , var en svensk entreprenör.
Walfridson började sin karriär med att sälja julkort och arbeta i skogen. I unga år blev han föreståndare för Finnsjöns Handel. 
Helmers pappa Walfrid startade Walfrid Janssons Diversehandel 1919 i Finnsjön, Värmland. Verksamhet började i två rum i bostaden ”Där ôpp”. Familjen med mamma Signe och pappa Walfrid växte (paret fick 10 barn) och var i behov av rummen, varför en separat affärsbyggnad byggdes 1937. 1943 ändrades namnet till Finnsjöns Handel. Nyårsafton 1948 brann lokalen ner och verksamheten fick flyttas till lillstugan på gården. När affärslokalen var färdigrenoverad den 10 juni 1949 tog Helmer Walfridson över ansvaret att driva verksamheten. 
I början av 1950-talet köpte Helmer sin första rensningsmaskin för lingon och snart var han stor inom bärbranschen med företaget Värmlandslingon AB. 
År 1966 etablerade Walfridson sig i fordonsbranschen. Tillsammans med Tage Jansson köpte han företaget Fryksdalens Motor, som tio år senare var ett helägt Walfridsonföretag. Hans affärsverksamhet går under benämningen Helmia-koncernen. 
Berit Juhl har skrivit boken Kröskongen som handlar om Helmer Walfridson.